# Cantó de La Pacaudière
El cantó de La Pacaudière era una divisió administrativa francesa del departament del Loira, situat al districte de Roanne. Comptava 9 municipis i el cap era La Pacaudière. Va desaparèixer el 2015.

## Municipis
- Changy
- Le Crozet
- La Pacaudière
- Sail-les-Bains
- Saint-Bonnet-des-Quarts
- Saint-Forgeux-Lespinasse
- Saint-Martin-d'Estréaux
- Urbise
- Vivans